# Infurcitinea sardica
Infurcitinea sardica är en fjärilsart som beskrevs av Hans Georg Amsel 1952. Infurcitinea sardica ingår i släktet Infurcitinea och familjen äkta malar. Inga underarter finns listade i Catalogue of Life.